# Villa Delia
Villa Delia ist ein Stadtviertel (Barrio) der Stadt Maldonado in Uruguay.

## Geographie
Es befindet sich auf dem Gebiet des Departamento Maldonado in dessen Sektor 1. Villa Delia liegt westlich an Cerro Pelado und La Sonrisa anschließend sowie nordwestlich des Stadtkerns der Departamento-Hauptstadt Maldonado. Im Süden ist der Río-de-la-Plata-Küstenort Pinares – Las Delicias gelegen.

## Infrastruktur
Durch den Ort führt die Ruta 38.

## Einwohner
Villa Delia hatte bei der Volkszählung 2011 1.703 Einwohner, davon 840 männliche und 863 weibliche.
| Jahr | Einwohner |
| ---- | --------- |
| 1963 | –         |
| 1975 | –         |
| 1985 | 365       |
| 1996 | 583       |
| 2004 | 623       |
| 2011 | 1.703     |

Quelle: Instituto Nacional de Estadística de Uruguay